# تشاه ميرك
تشاه ميرك (بالفارسية: چاه میرک) هي قرية تقع في قسم دلغان الريفي (مقاطعة دلغان) في إيران. يقدر عدد سكانها بـ 1105 نسمة بحسب إحصاء 2016.